# Jo Yeong-wook
Jo Yeong-wook (hangul: 조영욱, hancha: 喬永旭, także zapisywane jako Cho Young-wuk) – południowokoreański kompozytor muzyki filmowej. Jest znany ze swojej współpracy z reżyserem Park Chan-wookiem.

## Filmografia
- Jeopsok (1997)
- Joyonghan gajok (1998)
- Haega seojjog-eseo tteundamyeon (1998)
- Tell Me Something (1999)
- Happy End (1999)
- Haebyeon-euro gada (2000)
- Strefa bezpieczeństwa (2000)
- Dzień (2001)
- Gonggongui jeog (2002)
- Ardor (2002)
- The Classic (2003)
- Oldboy (2003)
- Silmido (2003)
- Yeoseot gae-ui siseon (2003)
- Geunyeoreul midji maseyo (2004)
- Some (2004)
- Yeoseonsaeng vs yeojeja (2004)
- Balle gyoseupso (2004)
- Blood Rain (2005)
- Pani Zemsta (2005) (także producent)
- Bi-yeolhan geori (2006)
- Gaeulro (2006)
- Jestem cyborgiem i to jest OK (2006)
- Yonguijudo Miss Shin (2007)
- Nado moleugae (film krótkometrażowy, 2008)
- Kang Chul-jung: Gonggongui jeog 1-1 (2008)
- Pragnienie (2009)
- Baek-yahaeng: Ha-yan eodum sok-eul geotda (2009)
- Invitation (film krótkometrażowy, 2009)
- Seoul (2010)
- Iggi (2010)
- Budanggeorae (2010)
- Interview with the Vampire (film krótkometrażowy, 2010)
- Mirror, Mirror (film krótkometrażowy, 2010)
- GLove (2011)
- Q&A film krótkometrażowy w If You Were Me 5, 2011)
- The Client (2011)
- Pandora (film krótkometrażowy, 2011)
- Nameless Gangster: Rules of the Time (2012)
- Hand in Hand (2012)
- The Concubine (2012)
- Deranged (2012)
- Gancheop (2012)
- Agentura (2013)
- Sinsegye (2013)
- Jeonseol-ui jumeok (2013)
- Mai Ratima (2013)
- Sumbakkokjil (2013)
- Ggangcheol-i (2013)
- Byeonhoin (2013)
- Mad Sad Bad (2014)
- Gundo: Minran-eui sidae (2014)
- Muroehan (2015)
- Sosuuigyeon (2015)
- Wewnętrzne piękno (2015)
- Służąca (2016)
- Pandora (2016)